# Epsilon (cohete)
El Cohete Epsilon (イプシロンロケット 'Ipushiron roketto'?)  (también conocido por el nombre en clave Advanced Solid Rocket) es un lanzador espacial de combustible sólido de la Agencia Japonesa de Exploración Aeroespacial diseñado para lanzar satélites científicos. Surge como continuación del proyecto M-V, un cohete mucho más grande y costoso. Su desarrollo empezó en 2007 con el objetivo de llevar cargas de 1,3 toneladas a órbita LEO.

## Descripción del vehículo
El objetivo de Epsilon es reducir los costes de lanzamiento en comparación al antiguo lanzador M-V. Un lanzamiento de un Epsilon cuesta unos US$39 millones, la mitad que su predecesor. Los gastos de desarrollo del programa superaron los US$200 millones.
Para ahorrar costes, Epsilon utiliza un cohete acelerador sólido SRB-A3 como primera etapa, utilizado ya en el H-IIA. La segunda y la tercera etapa son las mismas que la del M-V; la cuarta etapa sólo se añade para alcanzar órbitas más altas. El cohete J-1, desarrollado en la década de 1990 y abandonado tras un único lanzamiento, tenía un concepto similar, ya que usaba un cohete acelerador de un H-II y una segunda etapa de un Mu-3S-II.
Se espera que Epsilon tenga un tiempo de preparación de lanzamiento más corto que sus predecesores. El cohete tiene una masa de 91 toneladas (90 toneladas largas, 100 toneladas cortas) y tiene 24,4 metros (80 pies) de altura y 2,5 metros (8,2 pies) de diámetro.
Gracias a una función llamada "control de lanzamiento móvil", el lanzador solamente necesita 8 personas en la base de lanzamiento, un número mucho menor que las 150 personas que se necesita habitualmente.

### Versión mejorada
Tras el exitoso primer lanzamiento del Epsilon, se diseñó una nueva versión del lanzador para poder llevar los satélites ERG y ASNARO-2.
Requisitos para la mejora:
- Apogeo ≧ 28 700 km (lanzamiento de verano), ≧ 31 100 km (lanzamiento de invierno) de una carga útil de 365 kg
- Órbita sincrónica solar (500 km) de una carga útil de ≧ 590 kg
- Cofia más grande

Características planeadas:
- Altura: 26,0 m
- Diámetro: 2,5 m
- Masa: 95,1 Tn (95,4 Tn con la cuarta etapa opcional)

Rendimiento del catálogo según IHI Aerospace:
- Órbita terrestre baja (250 km × 500 km): 1,5 Tn
- Órbita sincrónica al sol (500 km × 500 km): 0,6 Tn

## Lanzamientos
Los cohetes Epsilon son lanzados desde el Centro Espacial Uchinoura, usando rampas que anteriormente fueron usados por la familia de cohetes Mu. El primer lanzamiento fue el 14 de septiembre de 2013 a las 05.00 UTC (14.00 tiempo local). Su carga era el satélite científico Hisaki. El costo del lanzamiento fueron 38 millones de dólares.
El 27 de agosto de 2013, el primer lanzamiento planeado del cohete tuvo que abortarse 19 segundos antes del despegue debido a una transmisión de datos errónea. Una computadora había tratado de recibir datos del cohete 0.07 segundos antes de que la información realmente se transmitiera.
La versión inicial del Epsilon tiene una capacidad de carga útil para una órbita terrestre baja de hasta 500 kilogramos, con la versión operativa se espera que pueda colocar 1 200 kilogramos en una órbita de 250 por 500 kilómetros, o 700 kilogramos en una órbita circular a 500 kilómetros con la ayuda de una cuarta etapa con hidracina.
| Imagen | Fecha (UTC)                     | Variante           | Carga útil                                                               | Órbita (km)       | Masa de carga útil                          | Resultado |
| ------ | ------------------------------- | ------------------ | ------------------------------------------------------------------------ | ----------------- | ------------------------------------------- | --------- |
|        | 14 de septiembre de 2013 05:00  | Estándar, 4 etapas | Hisaki                                                                   | 950 x 1150 x 31°  | 340 kg                                      | Éxito     |
|        | 20 de diciembre de 2016 11:00   | Avanzado, 3 etapas | (ARASE)                                                                  | 300 x 33200 x 31° | 350 kg                                      | Éxito     |
|        | 17 de enero de 2018 21:06:11    | Avanzado, 4 etapas | ASNARO-2                                                                 | 500 x 500 x 97.4° | 570 kg                                      | Éxito     |
|        | 18 de enero de 2019 00:50:20    | Avanzado, 4 etapas | RAPIS-1                                                                  | 500 x 520         | 200 kg Primera misión con múltiples cargas. | Éxito     |
|        | 9 de noviembre de 2021 00:55:16 | Avanzado, 4 etapas | RAISE-2 HIBARI Z-Sat DRUMS TeikyoSat-4 ASTERISC ARICA NanoDragon KOSEN-1 |                   | 337 kg                                      | Éxito     |

## Filtración de documentos
En noviembre de 2012, JAXA informó que se había producido una posible filtración de datos del cohete debido a un virus informático. JAXA ya había sido víctima de ciberataques anteriormente, posiblemente con fines de espionaje. Los cohetes de combustible sólido como el Epsilon tienen un potencial uso militar, ya que se lo puede convertir en un misil balístico intercontinental. La Agencia de Exploración Aeroespacial de Japón eliminó la computadora infectada de su red y dijo que es probable que los cohetes M-V, H-IIA y H-IIB también hayan sido afectados.